# Noémie Yelle
Noémie Yelle, née le 15 avril 1983 à Montréal, est une actrice québécoise.

## Biographie
Sa carrière débute avec le rôle d'Éloïse Gadouas dans Au nom du père et du fils en 1993. Vient tout de suite après la télésérie Blanche, dans laquelle elle obtient un premier rôle. D'années en années, la jeune comédienne fait sa marque et gagne le cœur des Québécois. Elle participe à plusieurs épisodes de la Courte Échelle (mise en scène de romans jeunesse d'auteurs québécois) avec le personnage de Stéphanie. C'est toutefois en 2001 que Noémie commence à être de plus en plus connue du public grâce au rôle d'Annabelle Courval dans la télésérie familiale Ramdam diffusée à Télé-Québec. Le personnage d'Annabelle est jovial, pétillant, touchant et plein d'humour. Au fil des saisons, ce personnage deviendra un incontournable de la série. Par la suite, des rôles au cinéma dont Elles étaient cinq (2004), Ma vie en cinémascope (2004), Aurore (2005) et Cruising Bar 2 (2008) viennent, mais aussi dans de nombreuses séries comme Les Ex, Destinées, Virginie et Nos étés.

## Filmographie

### Cinéma
- 1994 : Mouvements du désir : Melanie
- 2002 : Hivernam : Charlotte
- 2004 : Elles étaient cinq : Sophie
- 2004 : Ma vie en cinémascope : Alys (11-13 ans)
- 2005 : Aurore : Véronique Caron
- 2008 : Cruising Bar 2 : Fanny

### Séries télévisées
- 1993 : Au nom du père et du fils : Éloïse Gadouas, enfant
- 1993 : Blanche : Louisa
- 1996 : Virginie : Laurence Labonté
- 1996 : Lobby : Annette
- 1998 : L'Ombre de l'épervier : Myriam Leblanc, jeune
- 2001-2008 : Ramdam : Annabelle Courval
- 2004 : Il était une fois dans le trouble : Anne
- 2005 : Les Ex : Karine Bélanger Fortin
- 2006 : Nos étés : Diane Landry, 21 ans
- 2006 : La Job : Valérie
- 2006 : Caméra Café : Sarah
- 2008 : Destinées : Nathalie Lussier
- 2008 : Les Kiki Tronic : Gritney Smears
- 2014 : Les Beaux Malaises : Chantal
- 2016 : Au secours de Béatrice : Zoé Geoffroy
- 2016 : St-Nickel : Nicole Martel
- 2016 : Unité 9 : infirmière[1],[2]
- 2020 : District 31 : Christine Poupart
- 2021 : L'Heure bleue : Marianne Deschamps
- 2021 : Les Beaux Malaises 2.0 : Chantal
- 2022 : L'Effet secondaire : mère de Jonathan
- 2023 : Doute raisonnable : Camille Dupuis
- 2023 : Un gars, une fille : la proprio agaçante

### Web-série
- 2014 : Féminin/Féminin : Léa[3] (web-série sur l'homosexualité féminine)
- 2019 : Les Bogues de la vie : Marie Novembre (web-série diffusée sur ICI TOU.TV en 2019. Diffusée sur les ondes de la SRC en 2020).